# Crusta (Biologie)
Die Crusta ist eine apikale Verdichtung des Zytoplasmas der Deckzellen des Urothels, dem Übergangsepithels der Harnwege. Sie kommt durch eng aufeinanderliegende Mikrofilamente und Intermediärfilamente sowie eingelagerte Membranvesikel zustande. Diese enthalten auch für das Urothel typische Membranproteine, die Uroplakine.
Die Crusta ist schon im Lichtmikroskop als eine apikale Verdunklung des Zytoplasmas zu erkennen, im Elektronenmikroskop sind die einzelnen Bestandteile der Crusta zu differenzieren.
Die Crusta ist nicht zu verwechseln mit der Verhornung, beispielsweise beim verhornten Epithel.